# Валдикијеза (Месина)
Валдикијеза је насеље у Италији у округу Месина, региону Сицилија.
Према процени из 2011. у насељу је живело 89 становника. Насеље се налази на надморској висини од 294 м.